# Zahlendreher
Als Zahlendreher (österr. auch Ziffernsturz) bezeichnet man die Vertauschung zweier Ziffern (meist innerhalb) einer Zahl. Zahlendreher sind eine Ausprägung von Übertragungsfehlern. Vergleichbare Übertragungsfehler sind Buchstabendreher (z. B. Auguts statt August).
Beispiele:
- Das Jahr 1946 statt 1964
- 554 kg statt 545 kg Stahl
- Preis für ein Produkt 69 Euro statt 96 Euro

Zur Vermeidung von Zahlendrehern und anderen Übertragungsfehlern können Prüfziffern verwendet werden. Bei Überweisungen zum Beispiel wird bei der IBAN DE68 5206 0410 0000 5052 02 mit Zahlendreher anhand der Prüfziffern 68 die IBAN als fehlerhaft erkannt.
Ein Verfahren zur Überprüfung von Rechnungen (nicht nur) auf Zahlendreher ist die Elferprobe. Wenn bei der Addition oder Subtraktion von Zahlen zwei unterschiedliche Ergebnisse vorliegen und die Differenz durch 9 teilbar ist, deutet dies auf einen Zahlendreher bei einer der addierten oder subtrahierten Zahlen hin.
In der Informatik stellen Bitfehler ein verwandtes Problem dar.

## Deutsche Sprache
Einige Autoren argumentieren, Zahlendreher träten besonders in der deutschen, niederländischen und dänischen Sprache auf, in denen zuerst der Hunderter, dann der Einer und zuletzt der Zehner genannt wird. Durch eine Umstellung der deutschen Sprache könnte nach dieser Auffassung die Zahl der Zahlendreher reduziert werden.